# Stinesville
Stinesville est une municipalité située dans le comté de Monroe, dans l’État de l'Indiana, aux États-Unis. Lors du recensement de 2020, elle comptait 203 habitants.